# Болеслав Забравени
Болеслав Забравения Княз (на полски: Bolesław Zapomniany) е полулегендарен крал на Полша от династията на Пястите, управлявал през XI век.